# Urasenke
Școala Urasenke(裏千家),  este una din cele mai importante școli de ceremonia ceaiului din Japonia, înregistrând peste 20 de milioane de practicanți în întreaga lume. Ceaiul ca planta și tehnica pregatirii prafului verde de ceai au pătruns in Japonia in secolul al XII-lea, prin intermediul călugărilor budiști din China. Tehnica elaborată apoi de către maestri japonezi a marcat profund cultura japoneză, principiile de bază fiind sintetizate, în secolul XVI, de către maestrul Sen no Rikyu

## Generații
| Generație          | Nume                                                |           | pseudonim religios                                        |                 |
| ------------------ | --------------------------------------------------- | --------- | --------------------------------------------------------- | --------------- |
| 1                  | Rikyū Sōeki (1522-1591)                             | 利休 宗易 | Hōsensai                                                  | 抛筌斎          |
| 2                  | Shōan Sōjun (1546-1614)                             | 少庵 宗淳 |                                                           |                 |
| 3                  | Genpaku Sōtan (1578-1658)                           | 元伯 宗旦 | Totsutotsusai                                             | 咄々斎          |
| 4                  | Sensō Sōshitsu (1622-1697)                          | 仙叟 宗室 | Rōgetsuan                                                 | 臘月庵          |
| 5                  | Jōsō Sōshitsu (1673-1704)                           | 常叟 宗室 | Fukyūsai                                                  | 不休斎          |
| 6                  | Taisō Sōshitsu (1694-1726)                          | 泰叟 宗室 | Rikkansai                                                 | 六閑斎          |
| 7                  | Chikusō Sōshitsu (1709-1733)                        | 竺叟 宗室 | Saisaisai                                                 | 最々斎          |
| 8                  | Ittō Sōshitsu (1719-1771)                           | 一燈 宗室 | Yūgensai                                                  | 又玄斎          |
| 9                  | Sekiō Sōshitsu (1746-1801)                          | 石翁 宗室 | Fukensai                                                  | 不見斎          |
| 10                 | Hakusō Sōshitsu (1770-1826)                         | 柏叟 宗室 | Nintokusai                                                | 認得斎          |
| 11                 | Seichū Sōshitsu (1810-77)                           | 精中 宗室 | Gengensai                                                 | 玄々斎          |
| 12                 | Jikishō Sōshitsu (1852-1917)                        | 直叟 宗室 | Yūmyōsai                                                  | 又玅斎          |
| 13                 | Tetchū Sōshitsu (1872-1924)                         | 鉄中 宗室 | Ennōsai                                                   | 圓能斎          |
| 14                 | Sekisō Sōshitsu (1893-1964)                         | 碩叟 宗室 | Tantansai (De asemenea, cunoscut sub numele de: Mugensai) | 淡々斎 (無限斎) |
| 15                 | Hansō Sōshitsu (Sen Genshitsu) (n. 19 aprilie 1923) | 汎叟 宗室 | Hōunsai                                                   | 鵬雲斎          |
| 16 (curent iemoto) | Genmoku Sōshitsu (n. 7 iunie 1956)                  | 玄黙 宗室 | Zabōsai                                                   | 坐忘斎          |